# Heikki (Musikprojekt)
Heikki ist eine schwedische Indie-Pop-Band aus Stockholm, mit wesentlichen Einflüssen aus Country und Folk.
Die Band wurde 1999 von dem mittlerweile getrennten Paar Jari Haapalainen (The Bear Quartet, Hidden Truck) und Maria Eriksson (The Concretes) gegründet. Im Jahr 2002 erschien eine erste, selbstbetitelte EP auf dem Label A West Side Fabrication, 2005 folgte das Debütalbum Heikki II auf Magic Marker.

## Diskografie
- Heikki (2002, EP, A West Side Fabrication)
- Heikki II (2005, Magic Marker)